# Praravinia cauliflora
Praravinia cauliflora är en måreväxtart som beskrevs av Cornelis Eliza Bertus Bremekamp. Praravinia cauliflora ingår i släktet Praravinia och familjen måreväxter. Inga underarter finns listade i Catalogue of Life.